# Henze Boekhout
Henze Boekhout (* 2. Februar 1947 in Haarlem, Niederlande; † vor dem oder am 2. Dezember 2024) war ein niederländischer Künstler und Fotograf. Seit 2002 war er Dozent an der Hochschule für Künste in Utrecht.

## Leben und Werk
Boekhout entwickelte sich autodidaktisch zum Fotokünstler. Er widmete sich anfänglich der Reisefotografie, kehrte sich aber nach Reportagen über Marokko und Japan davon ab. Ende der 1970er Jahre baute er eine eigene 30×40-Kamera, um zu grundlegenden Ideen über Fotografie zu gelangen. Er nahm mit einigen Fotoreliefs teil an der Photographia Buffa und entwickelte in derselben Zeit eine Form von Fotografie, die sich in seinem Buch „Seconds First“ (1993) niederschlug. Als Inspiration in dieser Zeit dienten ihm das frühe Werk von Luigi Ghirri, die Neue Englische Bildhauerei und die fotografischen Arbeiten von Constantin Brâncuși.
Boekhout führte verschiedene, meist öffentliche Aufträge aus, so 1994 für das Frans Hals Museum und das Archiv Spaarnestad Photo eine Serie über Haarlem aus Anlass der 750-Jahr-Feier sowie 2003 ein Fotoarchitekturbuch über die „Nieuwe Toneelschuur“, das neue Schauspielhaus von Haarlem. Er machte monumentale angewandte Fotografie für Architektur. Ein Beispiel hiervon ist die Glaswand Crimescope’ von 2,5 × 17 m für die Eingangshalle des neuen Forensischen Instituts in Ypenburg der Architekten Claus und Kaan. Seine Arbeiten waren in diversen Gruppen- und Einzelausstellungen zu sehen. Als letztes publizierte er (2007) ein artistbook über New York mit einem fast drei Meter langen Leporello.

## Ausstellungen
- 'Henze Boekhout en Paul Bogaers: Objectivelessness', De Vishal, Haarlem, 2001
- 'Beeckestijn Revisited', Kunstlijn 2004, Museum Beeckestijn, Velzen-Zuid, 2004
- 'Constructed Moment' KW14, Den Bosch, 2005
- 'Kleine zaal gaat GROOT deel II', De Vishal, Haarlem, 2007
- 'Stedelijke Fotografie Utrecht', Centraal Museum, Utrecht, 2008

## Publikationen
- Seconds First 1993. ISBN 90-6579-041-1
- 20 Towers 2007.  Johan/Deumens Artists' Books, Amsterdam
- Jets 2008. Johan/Deumens Artists' Books, Amsterdam